# فرودگاه بین‌المللی شهید مدنی تبریز
فرودگاه بین‌المللی شهید مدنی تبریز یکی از فرودگاه‌های بزرگ ایران و بزرگترین فرودگاه ناحیهٔ شمال غرب ایران است. این فرودگاه به صورت ۲۴ ساعته عملیاتی بوده و به‌جهت واقع شدن در مرز و کریدور هوایی ایران به اروپا و آسیای میانه از اهمیت بالایی برخوردار است.
نام این فرودگاه بر اساس مصوبه شورای فرهنگ عمومی آذربایجان‌شرقی از فرودگاه بین‌المللی تبریز به فرودگاه بین‌المللی شهید مدنی تبریز تغییر داده‌شد.
فرودگاه بین‌المللی شهید مدنی در شمال غرب کلان‌شهر تبریز واقع شده‌است. این فرودگاه از شمال و شرق به پایگاه دوم شکاری، از جنوب به بلوار بابایی و از سمت غرب به جاده ۱۴ (جاده تبریز-صوفیان) محدود است. فرودگاه بین‌المللی در ارتفاع ۱٬۴۹۴ متری از سطح دریا قرار گرفته و در زمینی به‌مساحت ۴۲۰ هکتار گسترده شده‌است.
در سال ۲۰۱۶ میلادی ۱۴٬۲۳۶ نشست و برخاست هواپیما در این فرودگاه انجام شد و ۱٬۷۶۸٬۳۹۸ نفر مسافر و ۴٬۷۸۰٬۸۰۰ کیلوگرم بار از طریق آن جابجا شدند.
در تاریخ ۱۳ ژوئن ۲۰۲۵، رسانه‌های بین‌المللی گزارش دادند که نیروی هوایی اسرائیل حمله‌ای به زیرساخت‌های نظامی واقع در محدودهٔ فرودگاه بین‌المللی شهید مدنی تبریز انجام داده‌است. بنا به گزارش‌ها، تأسیسات مرتبط با نیروهای نظامی در بخش شمالی فرودگاه هدف قرار گرفتند و آسیب‌هایی به آن‌ها وارد شد.

## قدمت
فرودگاه تبریز در سال ۱۳۲۹ با مأموریت ارائه خدمات هوائی، پروازهای برنامه‌ای و غیر برنامه‌ای، آموزشی و نظامی برای مسافران، متقاضیان و سایر ارگان‌های کشوری و تحت نظارت ضوابط سازمان جهانی هوانوردی ICAO در شمال‌شرق تبریز به بهره‌برداری رسید.

### مراحل احداث فرودگاه

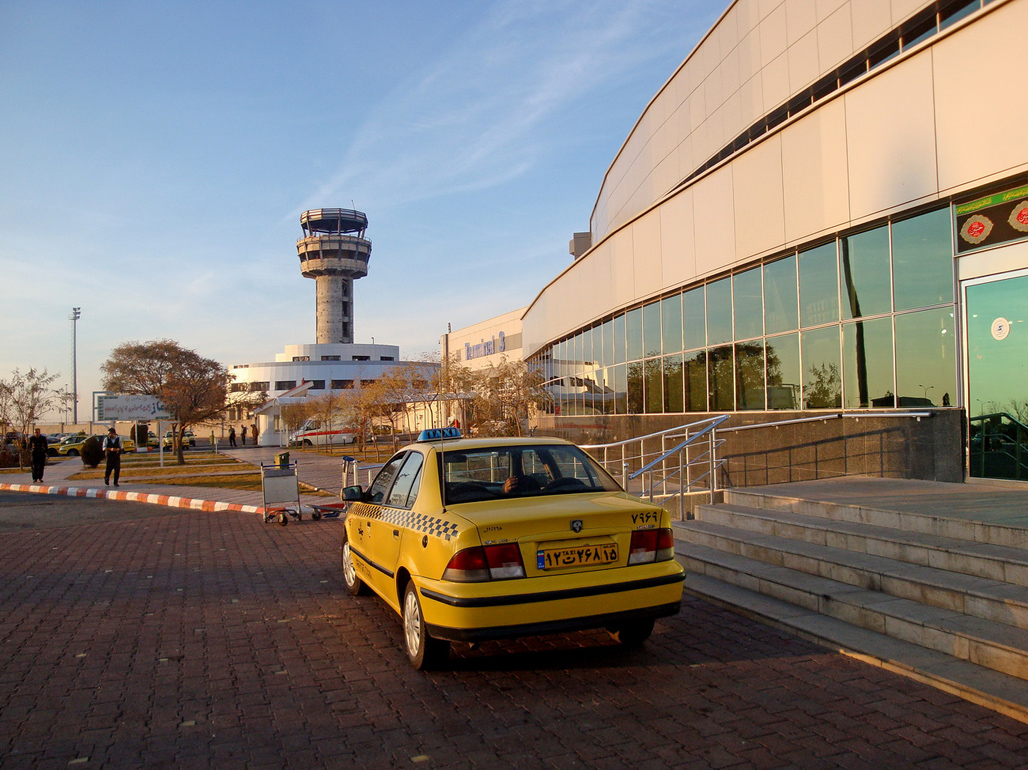

برای اولین بار در سال ۱۳۲۶ دفتری با عنوان بیسیم هوایی در شهر تبریز در ساختمان مشهور به بیسیم در انتهای خیابان ارتش فعلی فعالیت خود را آغاز نموده و در سال ۱۳۲۹ از بیسیم هوایی به ایستگاه هوایی تغییر عنوان یافت و باند پروازی خاکی در محل فعلی فرودگاه مورد استفاده قرار گرفت. تا اینکه در سال ۱۳۳۵ با نصب دستگاه‌های ناوبری در محوطه فرودگاه و ایستگاه هوایی بنام فرودگاه تبریز تغییر نام داده‌است و در سال ۱۳۳۷ عملیات ساختمان ۳ طبقه و برج کنترل در طبقه چهارم در محوطه فرودگاه شروع شده و در سال ۱۳۳۸ مورد بهره‌برداری قرار گرفته و اداره فرودگاه از شهر به خود فرودگاه نقل مکان یافته و با راه‌اندازی دستگاه‌های مخابراتی و نصب یک دستگاه سانترال تلفن ۲۵ شماره‌ای داخلی و خرید و نصب یک رشته تلفن جهت ارتباط با شهر اقدام شده‌است و سرویس هوایی بین تبریز – تهران و بالعکس با هواپیمای DC۳ هفته‌ای ۲ پرواز توسط شرکت هواپیمایی ملی ایران (هما) دایر شده‌است.
در حال حاضر این فرودگاه دارای ترمینال پروازهای داخلی، بین‌المللی و حج و تسهیلات گمرک، قرنطینه، رستوران، سالن غذاخوری و سالن وی‌آی‌پی برای میهمانان مخصوص است.
پایانهٔ جدید این فرودگاه در آبان ۱۳۸۶ به بهره‌برداری رسیده‌است؛ و ترمینال بین‌المللی این فرودگاه در مساحت ۱۴۰۰۰ متر در حال احداث است.

## پروازهای داخلی و بین‌المللی
پروازهای بین‌المللی از این فرودگاه شامل پروازهای تبریز-استانبول، تبریز-بغداد، تبریز-مدینه، تبریز-جده، تبریز-باکو و تبریز-نجف، تبریز-هامبورگ-تبریز و تبریز-دبی می‌باشند. معمولاً پروازهای بین‌المللی ویژه‌ای نیز در ایام نوروز و تعطیلات تابستان به شهرهای ازمیر، اسپارتا، بودروم و آدانا درترکیه، تفلیس در گرجستان و کازان در تاتارستان و سوچی در روسیه هم دایر می‌شوند.
پروازهای داخلی فرودگاه تبریز به‌صورت هفتگی و روزانه انجام می‌شوند که شامل پروازهای تبریز-تهران، تبریز-
مشهد، تبریز-اصفهان، تبریز-شیراز، تبریز -اهواز، تبریز-رشت، تبریز-کرمان،تبریز-یزد، تبریز-بندرعباس، تبریز-ساری، تبریز-گرگان، تبریز-عسلویه، تبریز-کیش، تبریز-قشم

### پرواز حجاج
در سال ۱۳۵۶ پرواز حجاج از این فرودگاه شروع و از سال ۱۳۷۰ با تصویب هیئت دولت به‌عنوان فرودگاه بین‌المللی نام‌گذاری شده و در سال ۱۳۷۸ به‌عنوان یکی از فرودگاه‌های درجه یک کشور انتخاب شده و از آن تاریخ به‌عنوان یکی از چهار فرودگاه Open Sky (آسمان باز) ایران خدمات هوایی خود را به پروازهای داخلی و خارجی و عبوری ارائه می‌نماید.

## شرکت‌های هواپیمایی و مقصدهای پروازی
| هواپیمایی              | مقصدها | قطب |
| ---------------------- | --- | --- |
| هواپیمایی آتا          | تهران-مهرآباد، مشهد ، اصفهان، اهواز، عسلویه، کیش، استانبول فصلی: آنکارا ، باکو، کازان، نجف | *   |
| هواپیمایی ایران ایرتور | بندرعباس، تهران-مهرآباد، شیراز، کیش، مشهد، استانبول فصلی: ازمیر، اسپارتا | *   |
| ایران ایر              | فرودگاه بین‌المللی مهرآباد، فرودگاه بین‌المللی شهید بهشتی اصفهان، فرودگاه بین‌المللی اهواز، فرودگاه بین‌المللی سردار جنگل رشت، فرودگاه بین‌المللی دشت ناز ساری، فرودگاه گرگان، فرودگاه بین‌المللی حیدرعلی اف باکو، فرودگاه بین‌المللی ملک عبدالعزیز جده (فصلی)، فرودگاه شاهزاده محمد بن عبدالعزیز مدینه (فصلی) |     |
| هواپیمایی ماهان        | فرودگاه بین‌المللی مهرآباد، فرودگاه بین‌المللی شهید بهشتی اصفهان، فرودگاه بین‌المللی آیت الله هاشمی رفسنجانی کرمان، فرودگاه بین‌المللی بغداد، فرودگاه بین‌المللی نجف |     |
| هواپیمایی آسمان        | فرودگاه بین‌المللی مهرآباد، فرودگاه بین‌المللی شهید دستغیب شیراز |     |
| هواپیمایی کاسپین       | تهران-مهرآباد، عسلویه فصلی: نجف |     |
| هواپیمایی تابان        | فرودگاه بین‌المللی مهرآباد |     |
| قشم ایر                | تهران-مهرآباد، شیراز، اهواز، بندرعباس، نجف، هامبورگ (تعلیق شده) |     |
| کیش ایر                | فرودگاه بین‌المللی مهرآباد، فرودگاه بین‌المللی کیش |     |
| هواپیمایی وارش         | فرودگاه بین‌المللی مهرآباد، فرودگاه بین‌المللی شهید هاشمی نژاد مشهد، فرودگاه بین المللی کیش |     |
| هواپیمایی معراج        | استانبول، تهران-مهرآباد، مشهد فصلی: نجف |     |
| هواپیمایی ساها         | فرودگاه بین‌المللی مهرآباد ، فرودگاه بین‌المللی شهید هاشمی نژاد مشهد |     |
| سپهران                 | فرودگاه بین المللی شهید هاشمی نژاد مشهد، فرودگاه جدید استانبول فرودگاه بین المللی شهید دستغیب شیراز |     |
| هواپیمایی پویا         | فرودگاه بین‌المللی مهرآباد، فرودگاه بین المللی شهید صدوقی یزد |     |
| هواپیمایی پارس         | فرودگاه بین‌المللی سردار جنگل رشت، فرودگاه بین‌المللی شیراز، فرودگاه بین‌المللی کرمان |     |
| ترکیش                  | فرودگاه جدید استانبول |     |
| اطلس گلوبال            | فرودگاه آدانا (فصلی)، فرودگاه بین‌المللی عدنان مندرس ازمیر (فصلی) |     |
| پگاسوس                 | فرودگاه آدانا (فصلی)، فرودگاه بین‌المللی عدنان مندرس ازمیر (فصلی) |     |